# Crepidium latisepalum
Crepidium latisepalum är en orkidéart som först beskrevs av Robert Allen Rolfe, och fick sitt nu gällande namn av Mark Alwin Clements och David Lloyd Jones. Crepidium latisepalum ingår i släktet Crepidium, och familjen orkidéer.
Artens utbredningsområde är Fiji. Inga underarter finns listade i Catalogue of Life.